# Sefferweich

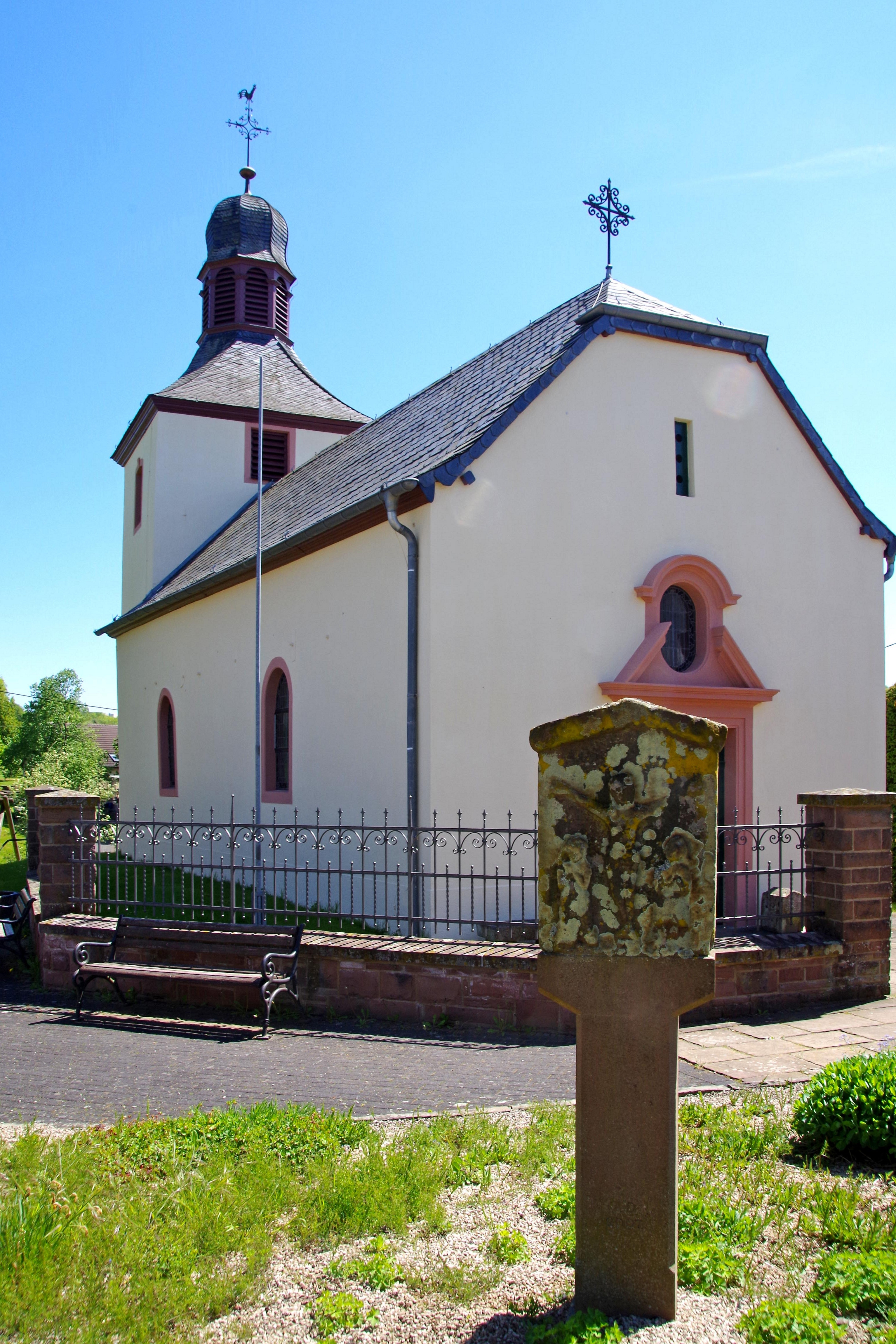
St. Johannes Baptist (Westseite)

Sefferweich ist eine Ortsgemeinde im Eifelkreis Bitburg-Prüm in Rheinland-Pfalz. Sie gehört der Verbandsgemeinde Bitburger Land an.

## Geographie
Sefferweich liegt in der Südwesteifel, etwa zehn Kilometer nördlich des Zentrums der Kreisstadt Bitburg, zwischen den Flusstälern von Nims und Kyll. Die Höhenlage schwankt zwischen 390 m ü. NHN und 472 m ü. NHN. Von der 10,73 km² großen Gemarkung ist fast die Hälfte bewaldet, ca. 53 % sind als Landwirtschaftsfläche ausgewiesen.
Zu Sefferweich gehören auch der Weiler Staffelstein sowie die Wohnplätze Heinzenhof, In der Hausbach und Waxbrunnen.
Nachbarorte sind die Ortsgemeinden Burbach und Balesfeld im Norden, Neidenbach im Nordosten, Malbergweich im Osten, Nattenheim im Süden, Bickendorf im Südwesten, sowie Seffern im Westen.

## Geschichte
Das Gebiet um Sefferweich war schon zur Zeit der Römer besiedelt, was durch den Fund mehrerer römischer Brandgräber bestätigt werden konnte. Diese entdeckte man 1936 auf einem Höhenrücken südwestlich des Ortes. Bei Forstarbeiten wurden sie jedoch zerstört. Dem Rheinischen Landesmuseum Trier gelang es dennoch, drei Steinplattengräber zu dokumentieren und einige Keramik-Beigaben zu bergen. Die Fundstelle wurde in die zweite Hälfte des 1. Jahrhunderts n. Chr. eingeordnet.
Die erste urkundliche Erwähnung des Ortes erfolgte im Jahre 777 in Dokumenten der Reichsabtei Prüm als Wicus in pago Bedinse („Weich im Bitgau“). Im Prümer Urbar wird es 893 als Wihc Iuxta Sefferne bezeichnet. Als Teil der Schultheißerei Seffern stand Sefferweich bis 1576 unter der Landesherrschaft der Abtei und bis zum Ende des 18. Jahrhunderts unter der von Kurtrier, zugeordnet dem Amt Prüm.
Die Inbesitznahme des Linken Rheinufers durch französische Revolutionstruppen beendete die alte Ordnung. Der Ort wurde von 1798 bis 1814 Teil der Französischen Republik (bis 1804) und anschließend des Französischen Kaiserreichs, zugeordnet der Mairie Seffern im Arrondissement Prüm des Saardepartements. Nach der Niederlage Napoleons kam Sefferweich aufgrund der 1815 auf dem Wiener Kongress getroffenen Vereinbarungen zum Königreich Preußen und gehörte nun zum Kreis Bitburg des Regierungsbezirks Trier, der 1822 Teil der neu gebildeten preußischen Rheinprovinz wurde. Aus der Mairie wurde die Bürgermeisterei Seffern, die 1856 in die Bürgermeisterei Bickendorf eingegliedert wurde (ab 1927 Umbenennung in Amt Bickendorf).
Als Folge des Ersten Weltkriegs war die gesamte Region dem französischen Abschnitt der Alliierten Rheinlandbesetzung zugeordnet. Nach dem Zweiten Weltkrieg wurde Sefferweich innerhalb der französischen Besatzungszone Teil des damals neu gebildeten Landes Rheinland-Pfalz. Im Zuge der rheinland-pfälzischen Kommunalreform wurde der Ort 1970 mit dem Amt Bickendorf und weiteren Ämtern der Verbandsgemeinde Bitburg-Land zugeordnet, die wiederum zum 1. Juli 2014 in die Verbandsgemeinde Bitburger Land aufging.

## Politik

### Gemeinderat
Der Gemeinderat in Sefferweich besteht aus sechs Ratsmitgliedern, die bei der Kommunalwahl am 9. Juni 2024 in einer Mehrheitswahl gewählt wurden, und dem ehrenamtlichen Ortsbürgermeister als Vorsitzendem.

### Bürgermeister
Gerd Wirz wurde am 3. Juli 2014 Ortsbürgermeister von Sefferweich. Bei der Direktwahl am 26. Mai 2019 wurde er mit einem Stimmenanteil von 80,74 % und am 9. Juni 2024 als einziger Bewerber mit 80,1 % jeweils für weitere fünf Jahre in seinem Amt bestätigt.

### Wappen
| Wappen von Sefferweich | [ 12 ] |
| Wappen von Sefferweich | Wappenbegründung: Die fünfmalige Schrägteilung wurde dem Wappen einer der bedeutendsten Familien von Sefferweich entnommen, der Familie von Orwich. Die Abtskrümme sowie die Farben Rot und Silber erinnern an die lange Zugehörigkeit zur Reichsabtei Prüm. |

## Kultur und Sehenswürdigkeiten

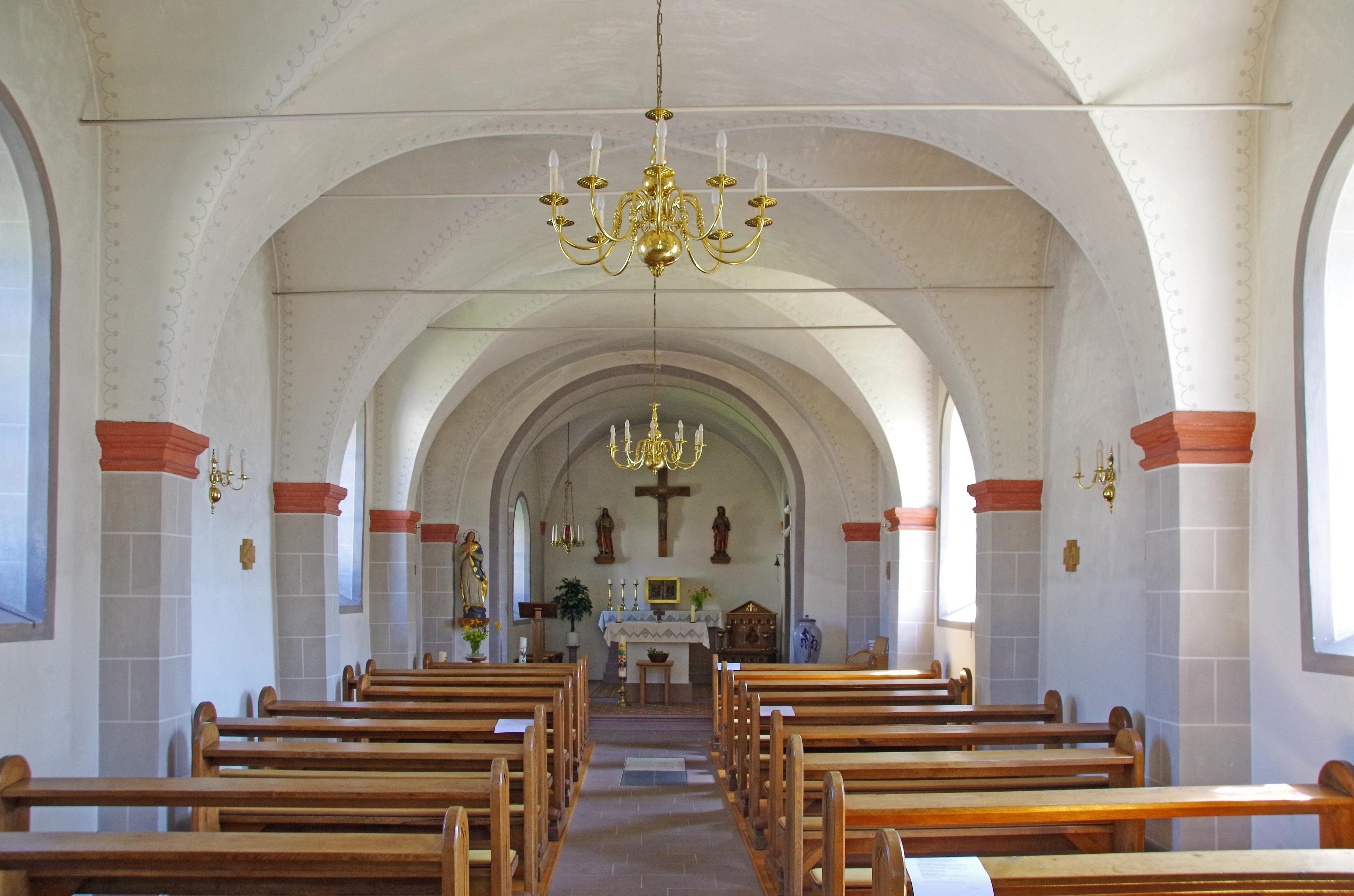
St. Johannes Baptist (Innenansicht, 2020)

### Bauwerke
In der Denkmalliste des Landes Rheinland-Pfalz (Stand: 2021) sind folgende Kulturdenkmäler ausgewiesen:
- Römisch-katholische Filialkirche St. Johannes Baptista, Saalbau (östlicher Langhausteil wohl noch mittelalterlich, letzte Erweiterung 1908)
- Drei Häuser aus dem 18. und 19. Jahrhundert
- Heinzenhof und Hof Waxbrunnen in der Gemarkung (19. Jahrhundert)
- In Seffern beginnender Stationenweg aus der zweiten Hälfte des 18. Jahrhunderts, der bis zur Schlusskapelle westlich von Sefferweich führt
- Mehrere Wegekreuze im Ort und der Gemarkung (aus dem 16. bis 19. Jahrhundert)

Siehe auch: Liste der Kulturdenkmäler in Sefferweich

### Brauchtum
Jährlich findet im August am 2. Wochenende (Gedenktag des hl. Laurentius von Rom) von Samstag bis Montag die traditionelle „Laurentiuskirmes“ statt. Veranstalter ist der Förderverein der Freiwilligen Feuerwehr Sefferweich e. V.
Der sonntags stattfindende „Laurentiusflohmarkt“, der seit 1997 besteht, stellt dabei den Höhepunkt der Veranstaltung dar.
Am 30. April findet das traditionelle „Aufstellen des Maibaums“ statt, offiziell durchgeführt wird dies ebenfalls von der Freiwilligen Feuerwehr Sefferweich. Im Anschluss daran finden sich immer zahlreiche Dorfbewohner ein, um den Mai zu begrüßen.

## Wirtschaft und Infrastruktur

### Wirtschaft
Die landwirtschaftlichen Flächen werden von einigen Voll- und Nebenerwerbslandwirten bewirtschaftet. Einige kleinere Handwerks- und
Dienstleistungsbetriebe sind im Ort angesiedelt. Wer dort keine Beschäftigung findet, pendelt zu einer Arbeitsstelle in den nahegelegenen Städten.

### Verkehr
Sefferweich liegt an der Landesstraße 34. Die nächste Anschlussstelle an die im Süden gelegene Bundesautobahn 60 ist Bitburg.